# 亚太城
亚太智慧产业新城，簡稱亚太新城或亚太城，是位于缅甸东部克伦邦水沟谷的詐騙園區，是全球最大的詐騙園區，有三萬人規模，2017年1月开始兴建，与泰国湄索仅一河之隔，同時也承接了菲律賓馬尼拉、柬埔寨西哈努克港等遷移過來的網路賭博業。亞太城由缅甸边防部队與佘智江的亞太集團合作運營，獲利由邊防軍與亞太集團三七分成。2020年6月，緬甸政府組建了調查亞太城非法賭博問題的特別法庭，同年10月中國駐緬大使館於發布聲明表示亞太城是第三國投資，與一帶一路毫無關係。2022年8月10日，佘智江在泰国被逮捕。